# Ha'afeva

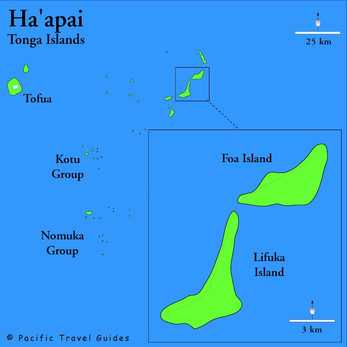
Lägeskarta, Kotuöarna i den vänstra delen

Ha'afeva (tonganska motu ʻo Ha'afeva) är en ö i Tonga i södra Stilla havet. Ha'afeva är också huvudön i den lilla ögruppen Kotuöarna (Ongo Kotu) som ingår i Ha'apaiöarna.

## Geografi

### Ha'afeva
Ha'afeva ligger cirka 130 km norr om Tongatapu.
Ön är en korallö och har en sammanlagd areal om cirka 1,81 km² med en längd på ca 2 km och ca 1 km bred.
Den högsta höjden är Matahiva på endast några m ö.h. och ligger på öns västra del.
Befolkningen uppgår till ca 260 invånare (1) där de flesta bor i huvudorten på öns sydöstra del. Förvaltningsmässigt ingår ön i distriktet Ha'apai division (2).

### Kotuöarna
Ögruppen kallas även Lulungaöarna. Öarna ligger ca 40 km sydväst om Lifuka och består av 30-tal öar varav övriga större är
- Kotu, ca 0,34 km², ca 200 invånare
- Matuku, ca 0,34 km², ca 100 invånare
- 'O'ua, ca 0,98 km², ca 150 invånare
- Tungua, ca 1,53 km², ca 250 invånare
- samt ytterligare en rad mindre och obebodda öar som Fakahiku, Fetoa, Fonuaika, Foua, Kito, Lekeleka, Luanamo, Nukulei, Pepea, Putuputua, Teaupa och Tokulu.

Öarna kan endast nås med fartyg då de saknar flygplats, det finns regelbundna färjeförbindelser med Tongatapu och Lifuka.

## Historia
Tongaöarna beboddes av polynesier sedan 2000-talet f.kr. under Lapitakulturen.
1826 besökte Tāufaʻāhau (blivande kung George Tupou I) ön för att söka hjälp hos Tuʻuhetoka familjen i striden mot Laufilitonga den siste kungen i det Tonganska imperiet.
Striden ägde senare rum vid orten Tongoleleka nära Pangai på Lifuka och Ha'afevas hövding räddade då livet på den blivande monarken.